# День хангилю
День хангилю (в Південній Кореї кор. 한글날, хангиллаль, в КНДР кор. 조선 글날, чосонгиллаль) — свято корейського письма хангиль, відзначається в Кореї офіційно. Хангиль був введений у вжиток восени 1446 року указом короля Седжона.
Відзначається 9 жовтня в Південній Кореї (дата опублікування указу Седжона) і 15 січня в Північній (передбачувана дата створення остаточної версії алфавіту).
Є святковим неробочим днем у Південній Кореї з 1970 року, за винятком періоду 1991—2012 років, коли під тиском найбільших роботодавців день був робочим. Якщо свято випадає в неділю, понеділок 10 жовтня стає вихідним.
День хангилю відзначають деякі філологи й лінгвісти за межами Кореї — як данина поваги творцям одної з абеток світу. Вважається, що хангиль дуже добре підходить для фонологічного ладу корейської мови.